# Erigeron pubescens
La manzanilla cimarrona, Erigeron pubescens, es una especie de plantas de la familia Asteraceae. Nativa de Centroamérica. 

## Descripción
Es una planta herbácea que alcanza un tamaño de 20 a 40 cm de altura, el tallo tiene pelos cortos. Las hojas son alargadas y angostas. Sus flores son blanco-moradas y están colocadas en unas cabezuelas.

## Distribución y hábitat
Originaria de México se encuentra presente en clima templado entre los 2000 y los 2500 m s. n. m. asociada a terrenos de cultivo de temporal, anual y bosque mixto de pino-encino.

## Propiedades
Esta planta se indica en padecimientos digestivos como inflamación e irritación del estómago, se emplea la planta completa sin raíz. Para la disentería y la diarrea se usan sus ramas con hojas (Hidalgo). En todos estos casos se aconseja hervida y tomada como té.
En Michoacán, la emplean para curar los golpes mediante una maceración en alcohol de toda la planta que se aplica en la parte afectada.

## Taxonomía
Erigeron pubescens fue descrita por  Carl Sigismund Kunth y publicado en Nova Genera et Species Plantarum (folio ed.) 4: 69. 1820[1818].
Etimología
Erigeron: nombre genérico que deriva de las palabras griegas: eri = "temprano" y geron =  "hombre viejo", por lo que significa "hombre viejo en la primavera", en referencia a las cabezas de semillas blancas mullidas y la floración temprana y fructificación de muchas especies.
pubescens: epíteto latíno que significa "peluda".
Sinonimia
- Diplopappus pubescens Cass.
- Heterochaeta pubescens (Kunth) DC.	[5]